# 宁峰
宁峰（1981年—），中国小提琴家。

## 生平
宁峰出生于成都，四岁便进入四川音乐学院随胡惟民教授学琴，后来入读英国皇家音乐学院和柏林汉斯·艾斯勒音乐学院，指导老师分别是小提琴家胡坤（胡惟民之子）和安特耶·韦特哈斯。他是英国皇家音乐学院建院以来首位满分成绩毕业的学生。
宁峰曾在诸多国际音乐比赛中获奖，包括汉诺威国际小提琴比赛、伊丽莎白王后国际音乐比赛、梅纽因国际青少年小提琴比赛、迈克尔·希尔国际小提琴比赛、帕格尼尼小提琴大赛等等。
2012年，宁峰创建了“龙四重奏”（Dragon Quartet）并担当第一小提琴，他使用的是一把1721年制作的斯特拉迪瓦里琴。
宁峰作为独奏家，曾与布达佩斯节日管弦乐团、香港管弦乐团、洛杉矶爱乐乐团、法兰克福广播交响乐团、皇家爱乐乐团、伯明翰市立交响乐团、中国爱乐乐团等知名乐团合作。
宁峰目前任教于柏林汉斯·艾斯勒音乐学院和皇家北方音乐学院，同时是中央音乐学院的客座教授。